# Llista de mestres de capella de la catedral de Vic
El que segueix és la llista de músics que ocuparen la plaça de mestre de capella de la catedral de Vic. Originalment, el càrrec rebé la denominació de "mestre de cant" fins al definitiu de "mestre de capella" a finals del segle xvii. Al llarg dels temps es pogué donar algun encavallament entre mestres, perquè el mestre jubilat retenia la titularitat de la plaça fins a la mort, coexistint amb el seu successor que l'exercia de forma interina.
Mestres de cant
- 1516 - 1532 Gabriel Gual[2]
- 1532 - 1533 García Govantes[2]
- 1536 - 1539 García Govantes[2]
- 1539 - Jaume Madriguera[2]
- 1554 - 1560 Andreu Vilanova[2]
- (1662) Francesc Casas[3]

Mestres de capella
- (abans de 1671) - 1676 Joan Baseia[1]
- 1676 - 1678 Vicenç Rodonell[1]
- 1678 - 1680 Joan Baseia[1]
- 1680 - 1682 Francesc Soler (1625-1688)
- (finals del segle XVII) Josep Boldú, o Baldú[4]
- ? - 1695 Francisco Pla[1]
- 1695 - 1713 Jaume Subias
- 1713 Pere Rabassa
- 1713? - 1733 Joan Serra[5]
- 1735 - 1753 Josep Bernat[6]
- 1748 - 1782 Antoni Jordi
- 1808 - 1815 (interí) Josep Gallés i Salabert (1761-1836)
- 1815 - 1853? Francesc Bonamich i Colomer (1779-1853)
- Jaume Pujadas
- 1857 - 1887? Josep Anglada i Alier (1825-1887)
- 1890 - 1901 Gaspar Besga y Oyarzun (Azpeitia, 1859 - Pamplona, 1902)[7]
- 1901 - 1920 Lluís Romeu i Corominas (1874-1937)
- 1920 - ? Miquel Rovira i Serrabassa (1882-1957)